# Reguła Hassa
Reguła Hassa – reguła położnicza, według której określa się wiek ciążowy płodu. Od 5. miesiąca ciąży określa się go jako kwadrat długości w centymetrach. Po 5 miesiącach dzieli się długość płodu przez 5, a otrzymany wynik to wiek płodu.